# Firelight (Film)
Firelight (deutsch: Feuerschein) ist ein auf 8-mm-Film in Farbe gedrehter US-amerikanischer Science-Fiction-Film des Regisseurs Steven Spielberg aus dem Jahr 1964. In dem nach einem Drehbuch des 16-jährigen Spielberg inszenierten Film beobachtet eine Gruppe von Wissenschaftlern zunächst rätselhaft erscheinende Lichtphänomene am klaren Nachthimmel einer fiktiven Stadt im US-Bundesstaat Arizona. In der Folge verschwinden Menschen, Tiere und Gegenstände. Am Ende des Films steigen Außerirdische auf die Erde herab und enthüllen ihre Pläne, die komplette Stadt und ihre Bevölkerung Stück für Stück auf ihren Heimatplaneten Altaris zu entführen, um dort einen Menschenzoo zu errichten.
Der mit einem Budget von weniger als 600 US-Dollar (2022: ca. 5.000 US-Dollar) unter der Mitwirkung von zahlreichen Schulkameraden und Familienmitgliedern in Phoenix entstandene Amateurfilm ist Spielbergs erstes Werk mit Ton und in Spielfilmlänge. Der Film enthält zahlreiche Elemente des 1977 von Spielberg gedrehten Kinospielfilms Unheimliche Begegnung der dritten Art. Von Firelight sind nur noch etwa drei Minuten Filmmaterial von verschiedenen Sequenzen erhalten.

## Handlung
Firelight spielt in der fiktiven Stadt Freeport im US-Bundesstaat Arizona. Im Mittelpunkt der Handlung stehen der Wissenschaftler Tony Karcher und seine Ehefrau Debbie. Die Eheprobleme der beiden drohen Tonys berufliche Karriere zu zerstören. Ein weiterer wichtige Part handelt von dem von UFOs besessenen Howard Richards, dessen Lebensaufgabe darin besteht, die Existenz außerirdischen Lebens zu beweisen. Richards kann im Verlaufe des Films einige seiner Skeptiker überzeugen und erhält letztlich Unterstützung aus den Reihen der CIA, nachdem ein Hund, eine Gruppe von Nationalgardisten und ein kleines Mädchen namens Lisa verschwinden und möglicherweise von Außerirdischen entführt wurden. Lisas Mutter erleidet nach dem Verlust ihrer Tochter einen Herzinfarkt und stirbt. Gegen Ende des Films erscheinen die Außerirdischen, dargestellt durch drei Schatten. und offenbaren ihr für den Zuschauer überraschendes Ziel – die komplette Stadt Freeport zu ihrem Heimatplaneten Altaris zu transportieren, um dort einen Menschen-Zoo zu erschaffen.
Die Außerirdischen, die sich selbst als höhere Lebensform betrachten, fühlen sich ihrerseits von der Menschheit bedroht. Vor allem durch die von Menschen geschaffenen Atomwaffen und die menschlichen Neigungen zu Hass, Gewalt und Vorurteilen. Am Ende des Films werfen die Außerirdischen eine Münze, bei der es darum geht, ob sie die kapitalistischen Länder oder die kommunistischen Länder nach ihren Vorstellungen umprogrammieren. Wie die Entscheidung ausfiel, bleibt dem Zuschauer vorenthalten. Zudem blieb die Frage offen, ob der interplanetarische Zoo ein Gefängnis oder ein Ort der spirituellen Wiedergeburt für die Menschheit wird, ein neuer Garten Eden im Weltraum.

## Produktion

### Drehbuch
Das 67-seitige Drehbuch inklusive aller Dialoge hatte der seinerzeit 16-jährige Spielberg zu Beginn des Jahres 1963 final ausgearbeitet. Nach 15 Kurzfilmen sollte Firelight Spielbergs erstes Werk mit Ton und in Spielfilmlänge werden. Firelight ist inspiriert durch die meist sternenklaren Nächte Arizonas und den zahlreichen dort zu sehenden Sternschnuppen. Sie weckten bereits als Kind Spielbergs Begeisterung für Astronomie und riefen bei ihm gleichzeitig Fantasien und Sehnsüchte über UFOs hervor. Das überraschende Ende des Films zeigt Spielbergs Einfluss durch Rod Serling, den Erfinder der amerikanischen Mystery-Fernsehsendung The Twilight Zone.

### Dreharbeiten
Der aufwendig gedrehte, 135 Minuten lange Science-Fiction-Film wurde zwischen Juni und Dezember 1963 zumeist an Wochenenden und Abenden realisiert. An den Dreharbeiten beteiligten sich wie auch schon bei seinen vorherigem Kurzfilmen zahlreiche Schulkameraden und Spielbergs Familienmitglieder. Die Innenaufnahmen wurden im elterlichen Haus von Spielberg und in der heimischen Garage gedreht. Außenaufnahmen wurden in der Umgebung von Phoenix, der Sonora-Wüste, dem Camelback Mountain, dem Sky Harbor Airport, dem Baptist Hospital, der National Guard Armory, dem Middleton Institute of Electronics, und im Umfeld von Spielbergs Schule gedreht.
Die Handlung und stereotypischen Charaktere des Films waren beeinflusst durch die in den 1950er Jahren populären Filmfiguren aus den B-Movies der Hammer Film Productions. Insbesondere gilt hier die britische Science-Fiction-Fernsehserie Quatermass II von 1955 und der aus der Reihe hervorgegangene Horrorfilm Feinde aus dem Nichts von 1957 als Vorbild für Spielbergs Firelight. In den von dem britischen Autor Nigel Kneale verfassten Geschichten muss der fiktive Professor Quatermass eine Invasion Außerirdischer abwehren, die in menschlicher Gestalt auftreten und bereits Teile der Regierung und weiterer einflussreicher Institutionen unterwandert haben.
Mit Hilfe seines Vaters Arnold kreierte Spielberg zahlreiche optische Effekte, um die übernatürlichen Phänomene darzustellen. Zudem bauten sie eine Miniaturversion der fiktiven Stadt Freeport und fertigten für eine Stop-Motion-Sequenz einen Berg aus Pappmaché an. Hier trifft der mit einer Taschenlampe imitierte außerirdische Feuerschein auf Soldaten der Nationalgarde, Panzer und Jeeps.
Während der Dreharbeiten hatte Spielberg bei einem Besuch in den Universal Studios den über seinen Vater Arnold Spielberg hergestellten Kontakt zum Universal-Mitarbeiter Chuck Silvers aufgenommen, der ihm fortan als Mentor beratend zur Seite stand und bereits das außergewöhnliche Potential des jungen Filmemachers erkannte. Spielberg hoffte, dass der Film seine Eintrittskarte für Hollywood werden würde und das Universal seine Amateurfilmproduktion mit großem Budget wiederverfilmen würde – mit Spielberg als Regisseur.
Als Kamera diente eine vollausgestattete 8-mm-Bolex H-8 de luxe inklusive Stop-Motion- und Zeitlupenfunktion, mehreren Filmoptiken und einem 400-Fuß-Filmmagazin. Die Kamera hatte sich Spielberg aus dem Erlös eines Verkaufs seiner 16mm-Filmkamera zugelegt, die er als ersten Preis beim Arizona Amateur Film Festival für seinen Kurzfilm Escape to Nowhere gewann. Zusätzlich verfügte Spielberg über einen passenden Bolex-Projektor und ein gerade auf dem Markt gekommenes Bolex-Sonerizer-Tonsystem, mit dem es Spielberg möglich war, seinen Film nachträglich zu vertonen. Mit der Kamera konnte er zudem drehen, zurückspulen und erneut drehen. Das hieß, er konnte nun für Firelight den gleichen Filmabschnitt des Negativs doppelt belichten und somit Menschen verschwinden lassen und schöne, junge Frauen in schaurig aussehende Alpträume" verwandeln. Mit einem ebenfalls erworbenen Polarisator konnte er die einzelnen Szenen ein- und ausblenden. Spielberg drehte die Totalen auf einer Filmrolle, die Nahaufnahmen auf einer separaten Filmrolle und schließlich die Action- und Trickaufnahmen auf einer dritten Rolle.

### Postproduktion
Für den damals notwendigen manuellen Filmschnitt schnitt Spielberg zunächst die einzelnen Einstellungen aus den entwickelten Filmrollen, ordnete anschließend die Aufnahmen an einem selbstgebauten Gestell den einzelnen Szenen zu und klebte sie dann mit einer Filmklebepresse aneinander. Die fertig geschnittenen Filmrollen schickte Spielberg an Eastman Kodak, wo ein Magnettonstreifen auf dem Film angebracht wurde, so dass er nachträglich den Ton synchron zu den Bildern auf das Filmmaterial hinzufügen konnte. Nach der Rückkehr des Filmmaterials mit ergänzter Tonspur stellte Spielberg für die abschließende Nachsynchronisation des Films ein Mikrofon in seinem Wohnzimmer auf, um die Dialoge mit den Schauspielern lippensynchron mit den Bildern mittels des Bolex-Sonerizer-Tonsystems einzusprechen, während der Film mit einem Bolex-Projektor auf die Wohnzimmerwand projiziert wurde. Die Tontechniker Bruce Palmer und Dennis LaFevre unterstützten ihn dabei.
Zum Schluss komponierte Spielberg die Filmmusik für Firelight. Seine Mutter Leah, eine studierte Konzertpianistin, übertrug die Partitur auf Noten. Anschließend spielten Spielberg mit seiner Klarinette und seine Schulkameraden der Arcadia High School Band die Musik für den Film ein. Die Filmmusik inklusive der Audio-Effekte und der Hintergrundgeräusche wurde abschließend von Spielbergs Vater und einigen seiner Arbeitskollegen von General Electric in vielen Arbeitsstunden auf einem separaten Musiktape aufgenommen und zusammengeschnitten. Das Musiktape wurde dann synchron zu den Filmrollen bei der Kinoaufführung abgespielt, was nicht problemlos gelang.

### Veröffentlichung
Der von seinen Eltern mit weniger als 600 US-Dollar (2022: ca. 5000 US-Dollar) finanzierte Spielfilm wurde einmalig am Abend des 24. März 1964 in dem von seinem Vater angemieteten Phoenix Little Theatre vor ausverkauften Haus aufgeführt. Die zahlreich erschienenen Zuschauer zahlten jeweils 75 Cent Eintritt und Spielberg konnte laut Bekundungen seines Vaters einen kleinen Gewinn erwirtschaften. Im Gegensatz dazu behauptete Steven Spielberg, dass Firelight 500 US-Dollar gekostet habe und die 500 Zuschauer bei der Eröffnung jeweils einen US-Dollar Eintritt gezahlt hätten. Seine Einnahmen hätten sich hingegen auf exakt 501 US-Dollar belaufen, da ein Zuschauer zwei US-Dollar gegeben hätte.

## Filmanalyse
Als Teil einer Filmkritik schrieb Larry Jarrett im Arizona Journal „Die Bedeutung der Geschichte wird deutlich, wenn drei nicht erkennbare Ausserirdische erklären, dass sie höhere Lebensformen sind, die das Leben der Erdenmenschen übernommen und ihnen eine Art Gehirnwäsche unterzogen haben. Der Grund dafür ist die Rettung des gesamten Universums vor der zerstörerischen Natur der Erdenmenschen.“

## Nachwirkungen
Als Spielberg in Los Angeles nach Engagements als Regisseur suchte, übergab er einem Produzenten zwei Rollen des Films, um seine Fähigkeiten zu demonstrieren. Eine Woche später ging die Produktionsfirma jedoch pleite. Seither sind die Filmrollen verschwunden. Die wenigen noch existierenden Ausschnitte wurden mittlerweile im Internet veröffentlicht und zeigen bereits einen ausgeprägten visuellen Spielberg-Stil.
Spielbergs 1977 veröffentlichter Spielfilm Unheimliche Begegnung der dritten Art gilt in Teilen als professionelles Remake von Firelight. In Spielbergs Hollywood-Film geht es ebenfalls um ein sich in der Krise befindendes Ehepaar. Der Ehemann versucht verzweifelt andere von seinen Beobachtungen außerirdischer Lichterscheinungen am Himmel zu überzeugen. Lisas Entführung durch ein überwältigendes rotes Licht wurde die Blaupause für die Entführung des kleinen Jungen Barry Guiler durch ein unsichtbares UFO – ebenfalls dargestellt durch ein flammendes rotes Licht.